# Facultad de Lenguas (Universidad Nacional del Comahue)
La Facultad de Lenguas (FADEL) es una de las 17 facultades que integran la Universidad Nacional del Comahue. Tiene sede en la ciudad de General Roca, provincia de Río Negro (Av. Mendoza y Perú). Cuenta con 800 alumnos, aunque a través del Departamento de Idiomas Extranjeros con Propósitos Específicos (DIEPE), con asiento en la ciudad de Neuquén, brinda servicios a los más de 35 000 estudiantes activos que cursan sus estudios en alguna de las 76 carreras de grado y posgrado que se ofrecen en las distintas unidades académicas distribuidas en las provincias de Río Negro y Neuquén.

## Historia
La Facultad de lenguas fue fundada en 1962 por la Prof. Haydeé Massoni en ocasión de la creación del Instituto Superior del Profesorado de la Provincia de Río Negro dependiente del Consejo Provincial de Educación de Río Negro. Las carreras que entonces se dictaban eran el Profesorado en Inglés, en Francés, en Pedagogía y en Castellano y Literatura. 
En 1972, con la creación de la Universidad Nacional del Comahue, el Instituto Superior del Profesorado pasa a formar parte de la estructura general universitaria como Escuela de Profesorado, con dependencia académica de la Facultad de Ciencias de la Educación. La Escuela del Profesorado, con sede en General Roca, contaba con dos carreras, el Profesorado en Inglés y el Profesorado en Francés. En 1973 la Facultad de Humanidades pasa a ejercer el control académico-administrativo. Dos años después, el Profesorado en Inglés se integra al Departamento de Lenguas Modernas y pasa a depender del Centro Universitario Regional de General Roca. Este departamento  carecía de sustento legal y académico por cuanto fue creado por una resolución interna de la Facultad de Ciencias Sociales, sin embargo, este hecho no impidió el dictado de la carrera y el inicio de actividades investigativas y de extensión. Esta situación desemboca en la creación de la Escuela Superior de Idiomas, el 25 de agosto de 1977, dependiente del Rectorado.  
En mayo de 2010 la Escuela Superior de Idiomas se convierte en la actual Facultad de Lenguas (Res. AU 0001/09).

## Carreras
La Facultad de Lenguas ofrece carreras de grado y posgrado. 

### Grado

#### Traductorado Público en Idioma Inglés
Una de las carreras que se dicta en la Facultad de Lenguas es la de Traductor Público en Idioma Inglés (Plan 499/2011). Esta carrera tiene una duración de 5 años y los estudiantes que desean obtener el título deben aprobar 34 materias, 2 talleres y 1 práctica profesional. Para ingresar a esta carrera no hay un examen de admisión y el único requisito es poseer un título secundario.
En el año 2011 entró en vigencia el actual plan de estudio 499/2011.

#### Profesorado en Inglés
La otra carrera que se dicta en la Facultad de Lenguas es la de Profesorado en Inglés Plan 430/09. Esta carrera tiene una duración de 4 años y un total de 31 materias y 6 talleres. Para ingresar a esta carrera no hay un examen de admisión ni se necesitan otros requisitos más que poseer un título secundario.
El título otorgado habilita a los graduados a ejercer la enseñanza del inglés tanto en nivel inicial, primario y medio como en terciario y universitario, ya sea en instituciones públicas o privadas.

### Posgrado

#### Maestría en Lingüística
La ML se crea el 30 de agosto de 1993 (Ord. 956/93) con el objetivo de formar investigadores en ciencias del lenguaje y recursos humanos para desempeñarse en el nivel superior. Está destinada a graduados tanto de disciplinas relacionadas directamente con el estudio del lenguaje como a graduados de disciplinas afines, con el propósito de lograr una confluencia de saberes y perspectivas que permita enriquecer el estudio científico del lenguaje.

#### Maestría en Lingüística Aplicada. Orientación: “Enseñanza de lenguas extranjeras”
La MLA se crea el 19 de junio de 2012 según la Ordenanza 789/12. Está destinada a profesores y licenciados en lenguas extranjeras  que deseen estudiar en profundidad los diferentes aspectos del proceso de enseñanza-aprendizaje de lenguas segundas y extranjeras, y, así, dar respuesta a los problemas y desafíos que presentan dicho proceso desde una perspectiva holística y colaborativa.
- Centro de Estudios Lingüísticos

## Investigación
Entre los años 1978 y 1985, la Escuela Superior de Idiomas (actual Facultad de Lenguas) comenzó sus actividades de investigación.
La Facultad de Lenguas, conforme a lo dispuesto por la Ley de Acceso Abierto N.º 26 899,  dispone de un repositorio digital institucional de acceso abierto que tiene por objetivo alojar la producción científica y tecnológica financiada con fondos públicos, resultado de las actividades de investigación llevadas a cabo por docentes e investigadores de la institución. Este repositorio incluye la producción institucional (informes técnicos, datos biográficos, etc.), los proyectos de investigación e información sobre los investigadores. 

### Centro de Estudios en Traducción (CET)
En el año 2012, se crea el Centro de Estudios en Traducción “Bernabé Duggan”.  Las traductoras y docentes del Departamento de Traducción de la Facultad de Lenguas de la Universidad Nacional del Comahue presentaron la propuesta para la creación de un centro de Estudios en Traducción y fue aprobada por el Consejo Superior en la sesión ordinaria del 8 de junio de 2012. 
El objetivo principal del CET es contribuir a consolidar la institucionalización de los estudios de traducción en Argentina.

## Servicio de Traducción
El Servicio de Traducción de la Facultad de Lenguas, integrado por docentes del Departamento de Traducción y por alumnos avanzados y egresados de la carrera de Traductor Público, se creó con el objetivo de atender a las demandas de traducciones escritas y de interpretación provenientes de las distintas unidades académicas de la UNCo, del Rectorado y de la Secretaría Académica de la Universidad, como también de particulares. Por otro lado, el Servicio constituye un medio de formación y capacitación de los alumnos avanzados de la carrera de Traductor Público de la Universidad, y apunta a ser un nexo entre los egresados, en los primeros pasos de su profesión, y el medio. 
Entre los servicios que se ofrecen en el servicio de Traducción podemos mencionar: traducción escrita de documentos legales y comerciales, textos técnicos, científicos y literarios; interpretación consecutiva; lectura y corrección de textos escritos: lectura y corrección de estilo, corrección de la estructura del texto, redacción nueva del texto; transcripción de textos orales, entre otros. Fue creado con los objetivos de brindar servicios de traducción e interpretación de docentes, investigadores y demás miembros de la comunidad universitaria, brindar servicios de traducción a empresas y organizaciones públicas y privadas de la región, contribuir a la capacitación y formación de alumnos avanzados, ser un nexo entre los egresados y el medio en sus primeros pasos de la profesión, y crear una base de datos en la que se plasme la investigación terminológica de cada trabajo realizado.

## Eventos académicos

#### Congreso Nacional El Conocimiento como Espacio de Encuentro
Desde el año 2010 la Facultad de Lenguas organiza este congreso en su sede de General Roca. Se realiza cada dos años, a la fecha se han realizado 5 ediciones.
El objetivo de este congreso es crear un espacio en el cual profesionales y estudiantes avanzados de la comunidad universitaria de la UNCo, de otras universidades, de escuelas secundarias y primarias puedan compartir sus conocimientos y experiencias.

#### JOIN FadeL
Desde el año 2017, estudiantes avanzados de las carreras de grado de la facultad organizan y participan en las Jornadas de Jóvenes Investigadores de la Facultad de Lenguas. El objetivo es generar un lugar de intercambio de trabajos de investigación producidos durante su formación, por lo que constituyen un primer acercamiento al trabajo del investigador, una de las características propias del perfil del graduado universitario.

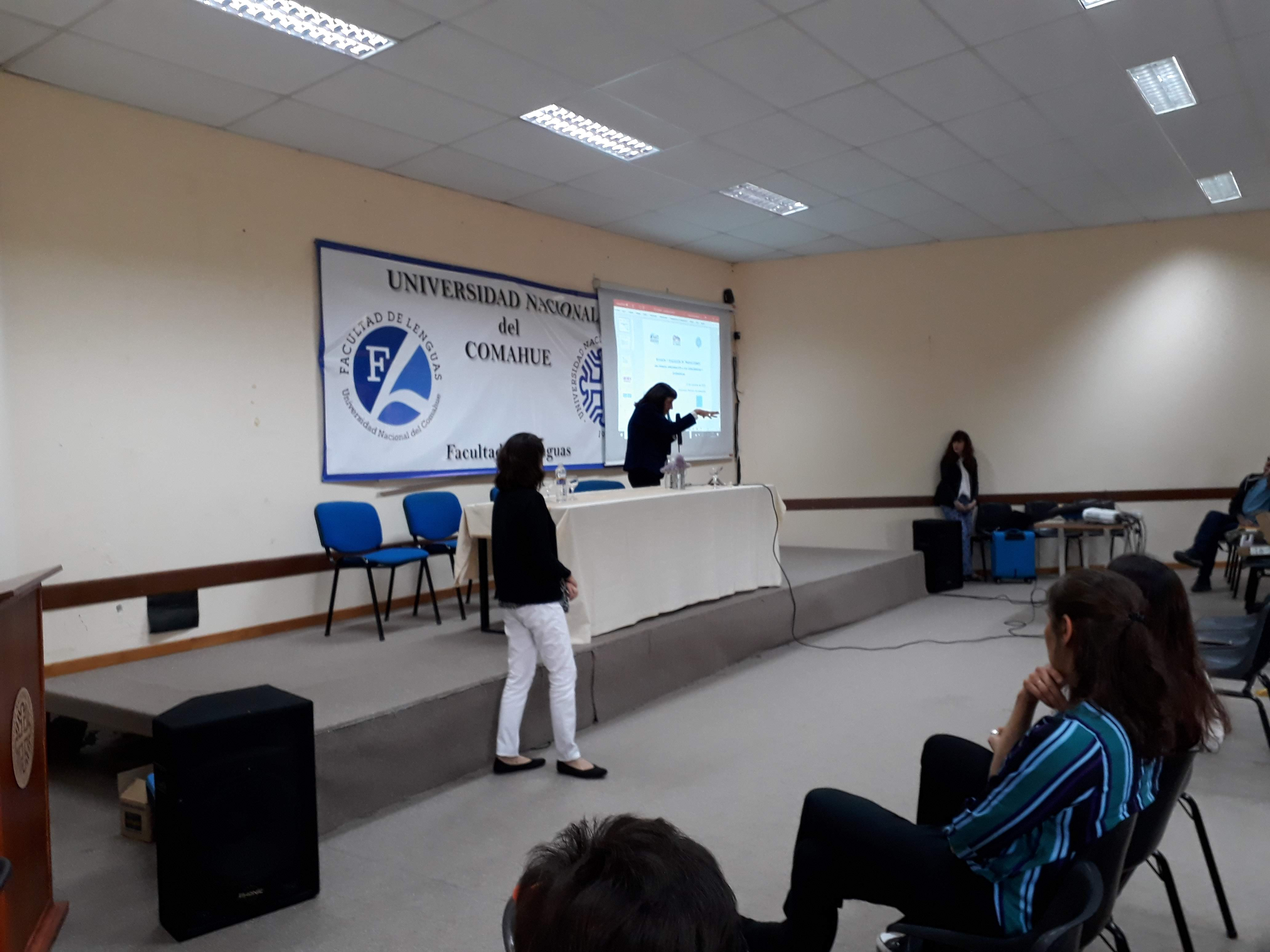
Jornada de Traducción 2019

#### Jornadas Patagónicas de Lingüística Formal
Desde el año 2011, la Maestría en Lingüística de la Facultad de Lenguas y los integrantes de los Proyectos de Investigación J028: "La prosodia en el español rioplatense" y J030: "Adquisición, cambio y contacto lingüístico. Aspectos teóricos, descriptivos y pedagógicos" organizan cada dos años las Jornadas Patagónicas de Lingüística Formal en la ciudad de General Roca. Este espacio está dirigido a estudiantes de grado y posgrado e investigadores que desarrollen sus investigaciones dentro del marco de las teorías formales del lenguaje. Las áreas temáticas de las jornadas son adquisición del lenguaje (L1, L2 y lenguas en contacto), léxico, morfología, fonología, interfaces, psicolingüística, neurolingüística, semántica y pragmática, sintaxis, filosofía del lenguaje.
La última edición se llevó a cabo en abril de 2019 y el comité organizador estuvo integrado por Andrea Bohrn (UBA/UNGS), Gonzalo Espinosa (UNComahue/IPEHCS-CONICET) y María Mare (UNComahue/IPEHCS-CONICET).

#### Jornadas de Traducción del Comahue[43][44][45][46]
Desde el año 2017, se llevan a cabo las Jornadas del Comahue para Traductores en la Facultad de Lenguas de la UNCo. Estas jornadas, dirigidas a profesionales de la traducción, estudiantes y docentes, surgieron  para dar a conocer y visibilizar las realidades de la traducción en el ámbito profesional y académico para que los estudiantes y traductores noveles se vinculen con la realidad profesional y académica, y para orientarlos y motivarlos en su camino de formación. Los ejes de las Jornadas son el mundo profesional, la formación, la extensión y la investigación. Las áreas temáticas son la accesibilidad, la lingüística, la traducción literaria, científico-técnica y jurídico-económica, la didáctica de la traducción, las tecnologías aplicadas a la traducción la interpretación, entre otras.

## Publicaciones

#### Quintú  Quimün. Revista de lingüística
Quintú Quimün es una expresión del mapuche zungun que significa "búsqueda del conocimiento". Esta revista  especializada es una publicación electrónica anual y de libre acceso que fomenta el debate, el intercambio de ideas y la difusión de investigaciones en lingüística. La editan la Maestría en Lingüística y la Maestría y Especialización en Lingüística Aplicada de la Facultad de Lenguas de la UNCo.
La revista recibe para arbitraje anónimo, mediante un proceso de referato externo de doble ciego, artículos científicos que se enmarquen en el campo de la lingüística formal y de la lingüística aplicada. Se aceptan trabajos en español y portugués de diferentes enfoques teóricos y áreas de investigación.
ISSN 2591-541X.

## Bibliotecas
- Biblioteca Ernesto Sábato
- Biblioteca Digital de la Facultad de Lenguas[47]